# Missão SPORT

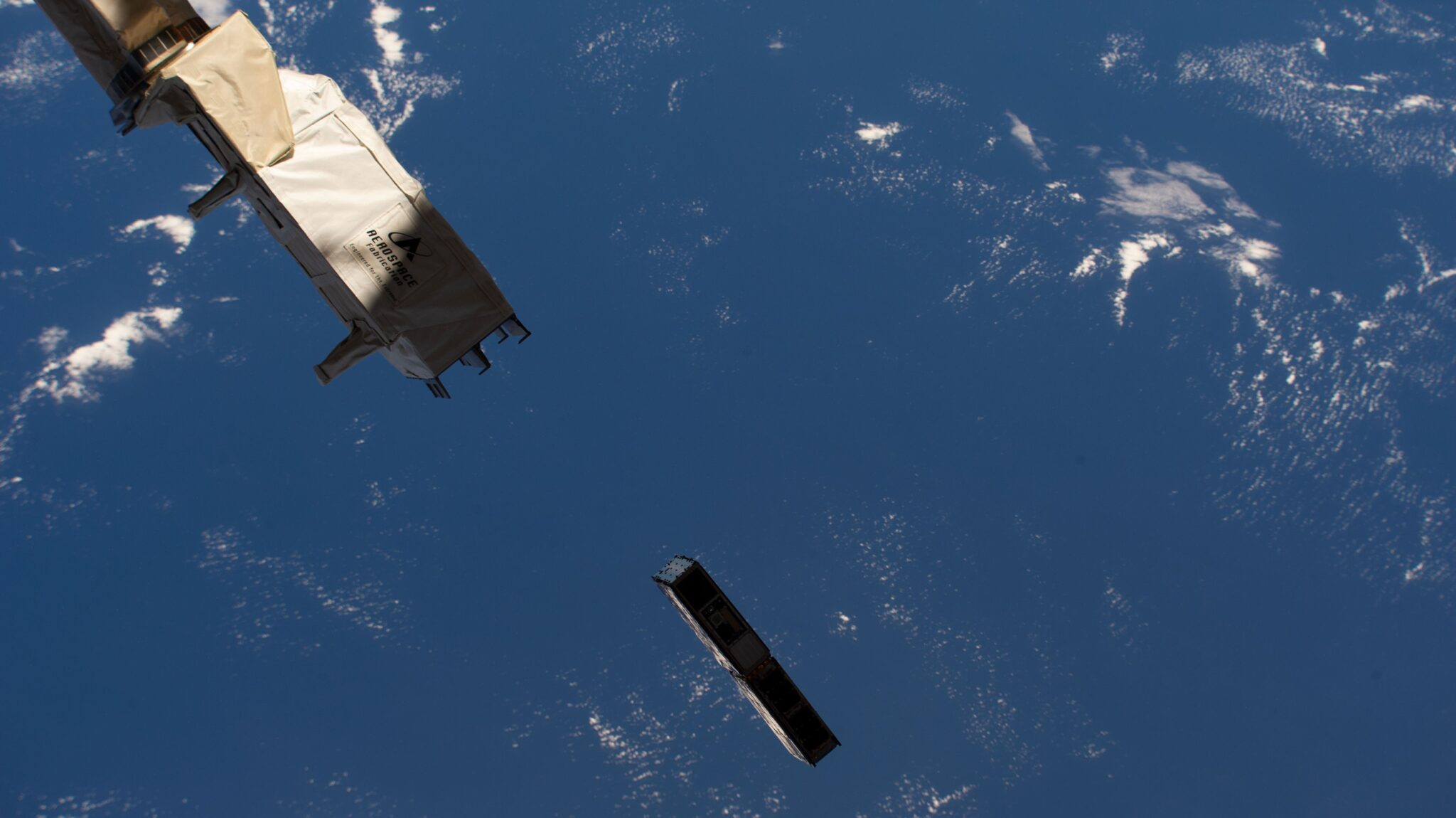
Lançamento do satélite SPORT a partir da Estação Espacial Internacional (ISS)

A Missão SPORT (Scintillation Prediction Observations Research Task) é uma parceria entre diversas instituições brasileiras e norte-americanas cujo objetivo é colocar em órbita um satélite de pequeno porte dedicado ao estudo da ionosfera equatorial. No Brasil, o projeto conta com o apoio institucional da AEB, do ITA e do INPE. Recebeu apoio financeiro da FAPESP via projeto temático (nº 16/24970-7), com vigência desde 1 de dezembro de 2017 a 30 de novembro de 2022. Nos EUA, participam a NASA, a Força Aérea dos EUA, a Utah State University, a University of Texas at Dallas, a University of Alabama at Huntsville e a Aerospace Corporation. O satélite foi lançado em 26 de novembro de 2022 do Centro Espacial Kennedy, na Flórida, EUA, e colocado em órbita a partir da Estação Espacial Internacional (ISS) no dia 29 de dezembro de 2022. Até o mês de abril,  o satélite executou a etapa de comissionamento, que teve como principal objetivo estabilizar o satélite em sua órbita baixa ao redor da Terra. O satélite passou a executar medidas de ciência a partir de  maio de 2023, tendo sido anunciado publicamente a detecção de bolhas de plasma.  A reentrada do satélite SPORT na atmosfera está programada para o início de outubro de 2023.